# Scinax fuscomarginatus
Scinax fuscomarginatus es una especie de anfibios de la familia Hylidae.
Habita en Argentina, Bolivia, Brasil, Guayana, Paraguay y Venezuela.
Sus hábitats naturales incluyen bosques tropicales o subtropicales secos, sabanas secas, zonas de arbustos, praderas parcialmente inundadas, lagos intermitentes de agua dulce, marismas de agua dulce, corrientes intermitentes de agua, jardines rurales, zonas previamente boscosas ahora muy degradadas y zonas agrícolas inundadas.